# Държавен университет в Тетово
Държавният университет в Тетово (на македонска литературна норма: Државен универзитет во Тетово; на албански: Universiteti Shtetëror i Tetovës) е един от четирите държавни университета в Северна Македония. Основан е на 17 декември 1994 година в град Тетово. След като дълго време е смятан за незаконен от македонските власти, през януари 2004 университетът се сдобива със статут на държавно висше учебно заведение. Лекциите във висшето заведение се водят предимно на албански език, но също така и на македонски литературен език и английски.
Университетът има 5 факултета:
- Природонаучен факултет
- Икономически факултет
- Политехнически факултет
- Факултет по хуманитарни науки и изкуство
- Юридически факултет